# Valerie Cruz
Valerie Cruz (Elizabeth (New Jersey), 18 juli 1976) is een Amerikaanse actrice.
Cruz heeft Cubaanse ouders en volgde een theateropleiding aan de Florida State University.  Ze had onder meer rollen als stafmedewerkster/psychologe Grace Santiago in het eerste seizoen van Nip/Tuck en als Sylvia Prado, de vrouw van de Assistant District Attorney Miguel Prado (gespeeld door Jimmy Smits) in het derde seizoen van Dexter. Verder had ze gastrollen in onder meer Grey's Anatomy en Las Vegas. In 2009 werd ze als lid van de cast van Dexter genomineerd voor de Screen Actors Guild Award voor uitstekende prestatie door een ensemble in een dramaserie.
- Biblioteca Nacional de España: XX4876307
- Bibliothèque nationale de France: cb16184382s (data)
- International Standard Name Identifier: 0000 0001 1697 2718
- Library of Congress Control Number: no2011031355
- Système universitaire de documentation: 250232529
- Virtual International Authority File: 107606829
- WorldCat: E39PBJjHctWpYhrvfctQKBfwmd